# Элктон (Мэриленд)
Элктон (англ. Elkton) — малый город на северо-востоке штата Мэриленд (США), административный центр округа Сисил, население — 15 622 человека по оценке 2019 года. (18-й по количеству жителей в штате). Некогда был известен как Гретна-Грин Восточного побережья, так как был очень популярен среди сбежавших пар для проведения законных свадеб. Так продолжалось до тех пор, пока в 1938 году не был принят новый государственный закон о 48-часовом ожидании.

## История
Поселение было основано в 1694 году шведскими рыбаками и моряками и изначально называлось Хэд-оф-Элк (англ. Head of Elk, дословно — Голова лося), так как расположено в начале бухты Элк. Во время войны за независимость Соединённых Штатов этот городок оказался ключевым местом, в том числе 27 августа 1777 года здесь высадилась двадцатитысячная англо-немецкая армия под командованием генерала Уильяма Хау, которая затем захватила Филадельфию.
В 1913 году в штате Делавэр ввели суровые свадебные законы, которые устанавливали обязательное и достаточно продолжительное ожидание, а также было необходимо извещать родственников. Впоследствии такие законы были приняты  в Нью-Йорке, Нью-Джерси и Пенсильвании. В свою очередь Мэриленд, который позиционировал себя как Свободный штат, такие законы у себя принимать не стал, а потому в нём можно было сыграть свадьбу в тот же день. И тут обычный и ничем не примечательный Элктон оказался в выгодном положении — ведь он находился в Мэриленде, но почти у самой границы с остальными тремя штатами. В городок устремились сотни пар брачующихся и вскоре в городе было 15 церквей. Если в начале века в Элктоне играли около сотни свадеб в год, то в 1920—1930-е гг. их число достигло десятка тысяч в год. Город даже получил такие прозвища, как Американская Гретна-Грин и Тайная столица Восточного побережья. 7 декабря 1938 года, несмотря на многочисленные протесты, в штате был введён закон о двухсуточном ожидании перед свадьбой. Но тем не менее, по традиции в город по прежнему приезжало множество туристов и ежегодно проводилось большое число свадеб. Из знаменитостей в Элктоне женились Корнел Уайлд, Джоан Фонтейн, Дебби Рейнольдс, Марта Рей, Уилли Мейс, Джон и Марта Митчелл, а также Пэт Робертсон.

## Авиакатастрофа 1963 года
8 декабря 1963 года у восточной границы Элктона произошла крупнейшая в штате авиакатастрофа — разбился Boeing 707 авиакомпании Pan Am и погиб 81 человек. Причиной катастрофы стало попадание в самолёт молнии, из-за чего взорвались топливные баки. Данное происшествие занесено в книгу рекордов Гиннесса, как самое большое число погибших от удара молнии.